# Čudnovili roditelji
Čudnovili roditelji, na Netflixu poznata i kao Najotkačeniji roditelji, (eng. The Fairly OddParents) je američka animirana serija autora Butcha Hartmana koja ima elemente fantastike, pustolovine i komedije. Serija prati avanture Timmyja Turnera, desetogodišnjeg dječaka s dva vilinska kuma po imenu Cosmo i Wanda koji mu ispunjavaju želje da riješi svoje svakodnevne probleme.
Serija je Nickelodeonova druga najdugovječnija animirana serija nakon Spužva Boba, nastala je iz kratkih filmova u Nickelodeonovoj antologijskoj emisiji Oh Yeah! Cartoons, prikazivana od 1998. do 2002. godine. Zbog svoje popularnosti, kratke filmovi kasnije su dobili zeleno svijetlo za polusatnu seriju, koja je premijerno prikazana 2001. godine. Produkcija serije prestala je nakon što je Hartman napustio Nickelodeon u veljači 2018.
Serija se prvi put prikazivala u Sjedinjenim Državama na Nickelodeonu i Nicktoonsu od 30. ožujka 2001. do 26. srpnja 2017., za ukupno 172 epizode raspoređene u deset sezona.
Nickelodeon & Paramount Global podnijeli su zahtjev za registraciju "The Fairly OddParents: A New Wish". Dana 23. veljače 2024. otkriveni su dodatni detalji o seriji, uključujući skori Netflixov debi, povratak Darana Norrisa i Susanne Blakeslee kao Cosma, odnosno Wande, te fokus na novog glavnog lika, Hazel Wells.

## Radnja
Timmy Turner je desetogodišnji dječak koji živi sa svojim roditeljima u gradu Dimmsdale u SAD-u. Njegovi roditelji ga zanemaruju, učitelj u školi ga mrzi, a dadilja ga zlostavlja i muči. Zbog svega toga, on dobiva vilinske kumove koji imaju moć magije i ispunjavaju mu sve želje. Međutim, pokušaji da Timmy riješi svoje probleme željama obično mu se obiju o glavu. U starijim epizodama Timmy pokušava koristiti vile za rješavanje svojih svakodnevnih problema u kući i u školi. U šestoj sezoni zaželio je da Cosmo i Wanda, vilinski kumovi, dobiju sina Poofa, pa Timmy uspostavlja bratski odnos s njim. U devetoj sezoni Timmy nabavlja vilinskog psa Sparkyja, a u desetoj sezoni mora dijeliti vile s napornom genijalkom, Chloe Carmichael.
Radnja se uglavnom odvija u gradu Dimmsdaleu, u kući Turnerovih ili u školi. Često se događa i u vilinskom svijetu, a rjeđe u antivilinskom i vilovničkom svijetu. 
Timmy ima i mnogo neprijatelja u životu. Denzel Crocker je grbavi učitelj u školi koji je u starijim epizodama samo mrzio Timmyja, a u novijim pokušava uhvatiti njegove vile; Vicky je okrutna dadilja koja ga fizički zlostavlja i koje se boji cijeli grad; Darko Laser je zli vanzemaljac koji želi uništiti Zemlju; Francis, školski nasilnik; Remy Buxaplenty, bogataš koji je ljubomoran na Timmyja...
Postoji mnogo podzapleta u seriji i svaka epizoda je drukčija. Serija ima mnogo likova, događaja i humora.

## Pregled serije
| Sezona | Sezona        | Epizode | Epizode            | Originalno emitiranje | Originalno emitiranje |
| Sezona | Sezona        | Epizode | Epizode            | Premijera             | Finale                |
| ------ | ------------- | ------- | ------------------ | --------------------- | --------------------- |
|        | Kratki crtici | 10      | 10                 | 6. rujna 1998.        | 9. lipnja 2002.       |
|        | 1.            | 26      | 26                 | 30. ožujka 2001.      | 4. svibnja 2001.      |
|        | 2.            | 26      | 26                 | 9. prosinca 2001.     | 20. siječnja 2003.    |
|        | 3.            | 26      | 26                 | 8. studenoga 2002.    | 21. studenoga 2003.   |
|        | 4.            | 26      | 26                 | 7. studenoga 2003.    | 10. lipnja 2005.      |
|        | 5.            | 26      | 26                 | 2. srpnja 2004.       | 25. studenoga 2006.   |
|        | 6.            | 26      | 26                 | 18. veljače 2008.     | 12. kolovoza 2009.    |
|        | 7.            | 26      | 26                 | 6. srpnja 2009.       | 5. kolovoza 2012.     |
|        | 8.            | 26      | 26                 | 12. veljače 2011.     | 29. prosinca 2011.    |
|        | 9.            | 26      | 26                 | 23. ožujka 2013.      | 28. ožujka 2015.      |
|        | 10.           | 20      | 9                  | 15. siječnja 2016.    | 16. rujna 2016.       |
| 11     | 10.           | 20      | 18. siječnja 2017. | 26. srpnja 2017.      |                       |

## Hrvatska sinkronizacija
- Mirna Medaković
- Željko Šestić
- Antonija Dunjko
- Boris Barberić (sezona 10)

Hrvatska lokalizacija za Nickelodeon: VSI Studios
Prijevod i obrada: VSI-Net

## Likovi

### Glavni likovi
- Timmy Turner je desetogodišnji dječak koji živi sa svojim roditeljima i ima težak život, zbog čega dobije vile. Timmy je ponosan, sebičan i arogantan, ali je i vrlo pametan i brižan. Ima loše ocjene, mrzi školu i nikada ne piše domaće zadaće. Unatoč svemu, najnormalniji je u cijeloj obitelji. Uvijek nosi ružičastu kapu.
- Wanda Fairywinkle je vila s ružičastom kosom i očima. Pametna je, vrijedna i uvijek da dobar savjet, ali je često naporna i živcira ostale likove. Udana je za Cosma te pazi na njega i Timmyja.
- Cosmo Cosma je druga Timmyjeva vila sa zelenom kosom i očima. Izuzetno je glup i radi najgluplje moguće stvari (npr. ide skinuti žvakaću s gume autobusa), što uvijek završi pogubno po njega (npr. pregazi ga autobus). Uvijek da krivi savjet i napravi sve krivo, ali je dobrodušan, optimističan i duhovit.
- Poof Fairywinkle-Cosma je vilinska beba s ljubičastim očima. Roditelji su mu Cosmo i Wanda, a brat Timmy koji je i zaželio njegovo postojanje. Kao beba ima jaku i neograničenu magiju pa su ga antivile i vilovnici htjeli zarobiti, uzeti mu magiju i zavladati svijetom, ali su bili spriječeni u tome. Umjesto čarobnog štapića ima čarobnu zvečku i može govoriti samo svoje ime. Vrlo je šarmantan i zabavan, ali često i nestašan te nesvjesno grub.
- Sparky je vilinski pas kojeg je Timmy kupio kao svojeg kućnog ljubimca kad je shvatio da je on jedini u gradu koji nema ljubimca. U prvoj epizodi Sparky je prokopao čitav grad i sakrio vilama štapiće, a Timmy se naljutio. Sparky je odlučio otići, ali brana je pukla i on se zamalo utopio, no Timmy ga je spasio. Nakon toga je ostao u seriji, ali fanovi su ga mrzili pa je ostao samo jednu sezonu. Vrlo je veseo, zabavan i energičan, te ima dobar odnos s Timmyjem. Ipak, ima i kriminalnu, mračnu stranu. Jednom je bio rekao Timmyju da mora zakopati kost i neku vreću kako ih ne bi našao FBI. Drugom prilikom je dao Turnerovima vreću novca, a kad ga je Timmy pitao odakle mu, nervozno je rekao da ih je „našao”, implicirajući da ih je ukrao. Bio je i član pseće revolucije.
- Chloe Carmichael je plavokosa djevojčica s kojom Timmy mora dijeliti vile u desetoj sezoni. Energična je, optimistična i pametna. Obožava školu i zadatke, radi mnogo stvari i održava vezu s predsjednikom. Ipak, često učini i pogrešku. Živi u siromašnoj obitelji i ima stroge roditelje. Unatoč brojnim razlikama ona i Timmy su vrlo dobri prijatelji.

### Sporedni likovi
- Gospodin Turner je Timmyjev tata. On je vrlo glup (gotovo kao Cosmo) i radi u tvornici olovaka. Ne primjećuje stvari oko sebe i radi najgluplje moguće stvari (npr. izlazi u dvorište bez odjeće). Uvijek za sve krivi svog susjeda Dinkleberga, iako je ovaj dobar čovjek i nije kriv za ništa.
- Gospođa Turner je Timmyjeva majka i neuspješna kućanica. Iako brine o svojem sinu Timmyju (i svome mužu), previše je naivna da bi shvatila da je Vicky zla. Njezino ime, kao ni ime njezinog muža, nije poznato.
- Vicky je okrutna crvenokosa tinejdžerka koja radi kao dadilja. Ona laže roditeljima da je dobra, a kad oni odu, maltretira njihovu djecu, pa tako i Timmyja. Ona je najgori Timmyjev neprijatelj i čak je se njezini roditelji boje. Međutim, to je jedini posao koji može raditi bez da uništava svijet: kad je Timmy zaželio da dobije otkaz, postala je zla vladarica svijeta (i svemira) i ubijala nevine ljude. Stoga se Timmy dobrovoljno žrtvuje da ga čuva kako bi spasio svijet.[7] Njezino prezime je velika tajna u seriji.
- Denzel Quincy Crocker je Timmyjev učitelj u petom razredu koji je star, grbav i nema ženu ni djecu. Živi u staroj kući s majkom i mrzi svoj posao u školi. Njegov je drugi cilj u životu da dokaže da vile postoje, zbog čega uvijek pokušava uloviti Timmyjeve. Međutim, to mu nikad ne uspije. Kada kaže „vilinski kumovi” poludi i počne izvoditi sulude pokrete. Vrlo je pametan i genijalan, pa je uspio spojiti znanost i magiju, teleportirati se u druge svjetove itd., ali je u isto vrijeme strahovito glup. U djetinjstvu je i sam imao vilinske kumove. Zbog Timmyja i Cosma su mu oduzeti, ali on je imao zapisanu bilješku te je zbog toga posvetio svoj život dokazivanju vila, odbacujući ljubav, posao i moć.[8] U starijim epizodama je bio mnogo veći neprijatelj i mrzili su se, a u novima ponekad surađuju.
- Jorgen von Strangle je najsnažnija i najmoćnija vila u svemiru koja provodi pravila. Nema krila jer smatra da „nisu muževna”, a sa sobom nosi veliki štapić. Njegova žena je Zubić vila. Često popravlja problem kojeg su učinili Timmy i njegove vile. Ipak, oni su njegovi najbolji prijatelji (ostale je otjerao od sebe). Čak je i u rodu s Cosmom.
- Chester McBadbat je plavokosi dječak koji nosi zubni aparatić i ide s Timmyjem u školu. Dobar mu je prijatelj i voli igrati bejzbol. Sin je propalog igrača bejzbola s kojim živi u kamp-kućici.
- A.J. je Timmyjev ćelavi, tamnoputi prijatelj i supergenij. On obožava školu, ima laboratorij u svojoj kući i iznimno je inteligentan.
- Trixie Tang je najbogatija, najljepša i najpopularnija djevojka u Timmyjevoj školi. Timmy je u nju beznadno zaljubljen i želi je osvojiti, ali mu ne ide. Trixie je vrlo ohola i mnogo drži do društvenog položaja, zbog čega ne poklanja pažnju „gubitnicima” poput Timmyja. Uza svu magiju Timmy je ne uspijeva osvojiti, no ponekad dobije poljubac ili riječ zahvale zbog kakvog junaštva.
- Tootie je djevojčica s naočalama i zubnim aparatićem. Zaljubljena je u Timmyja, ali joj on ne uzvraća ljubav. Ipak brine za nju, jer je ona Vickyna sestra pa je često i njezina glavna žrtva.
- Grimizna Brada je bradati superjunak iz Timmyjevih stripova koji stvarno živi. Može letjeti i ima druge bezbrojne „bradastične” sposobnosti. Živi u Chincinattiju.
- Francis je opaki, golemi nasilnik sive kože i Timmyjev dnevni neprijatelj. Uvijek ga maltretira na sve moguće načine, kao i drugu djecu u školi. Ima dvanaest godina, što upućuje na to da je dvaput pao razred jer je vrlo glup. Potajni je obožavatelj pop-pjevačica.
- Mark Chang je vanzemaljski princ s planeta Jugopotamije. Njegova vrsta je obrnuta od ljudi, stoga Mark jede smeće i obožava ga, a Vicky smatra najljepšom damom i ljubavlju svoga života. Pobjegao je s Jugopotamije jer su ga roditelji, kralj i kraljica, htjeli oženiti za prelijepu (ali za Marka ružnu) princezu. Živi na smetlištu i mijenja oblike, pa postaje Justin Jake Ashton, „ćudljivi tinejdžer s tri imena”.
- Anti-Cosmo je vođa antivila, opaki genijalac i prava suprotnost Cosmu. Živi u dvorcu punom šišmiša i drugih jezivih zvijeri, a njegov je cilj uništiti vile i zavladati svemirom, u čemu nikad ne uspije. Njegova žena je Anti-Wanda koja je vrlo glupa.
- Foop je Anti-Cosmov sin, ima oblik plave kocke i brkove te je mogao govoriti čim se rodio. Ima čarobnu bočicu i želi uništiti svog suparnika, Poofa, zanemarujući činjenicu da bi pritom nestao i on. Ljubomoran je na Poofa i u prvim epizodama ga pokušava uništiti. Kad je tek bio rođen, otišao je na Zemlju i gotovo ga uništio, ali Poof ga je uspavao i tako porazio. Zatočen je u Abracatrazu, ali je pobjegao i pokušao Poofa poslati u drugu dimenziju, ali je tamo završio sam. Nakon toga se opet vratio i postao učenik Čarosnovne škole zajedno s Poofom, gdje je pokušao biti najpopularniji učenik, ali bez uspjeha. U osmoj sezoni se pomiruje s Poofom i umjesto toga usmjeruje svoja koplja na Timmyja, a kasnije i na Chloe.
- Doug Dimmadome je tipični teksaški biznismen s golemim šeširom koji posjeduje mnoge restorane, tvornice, stadione i druge stvari. Iznimno je bogat, pohlepan i obožava novac. Ponekad je bio protiv Timmyja, a ponekad mu je pomagao.
- Catman je alter-ego glumca Adama Westa koji je glumio u seriji o superjunaku, ali je poludio i umislio da je zaista superjunak. Izgleda poput mačke i ponaša se poput mačke, a najbolji prijatelj mu je Donn - klupko vune s nacrtanim očima. Zaljubljen je u staricu Wondergal. Svojim „junaštvom” često dovodi i sebe i druge u probleme pa ga Timmy uz pomoć vila mora braniti na sudu.
- Darko Laser je vanzemaljski robot za kojeg je Timmy zaželio da oživi. Kasnije se vratio i u svemiru više puta sagradio Lopticu smrti u kojoj živi. Iz nje pokušava laserskim zrakama uništiti Zemlju, ali Timmy i vile ga u tome uvijek osujete. Darko ima robotskog psa Skočka kojeg obožava i kojeg smatra svojom desnom rukom.
- Šime Pimplavić je prvi susjed Turnerovih i jako dobar čovjek koji uvijek radi dobre stvari: pomaže tati, spašava ugrožene kornjače, donira krv i organe, spreman je žrtvovati kuću za film više nego jedanput... čak je i spasio Crockera od sigurne smrti. Ipak, tata ga mrzi i neprestano pokušava dokazati da je on kriv za sve. Dinkleberg je glumio da je zlikovac kako bi tata bio sretan.
- Dolores-Day Crocker je Crockerova majka koja je nekoć bila visoka, ali je sada niska. Uvijek se žali na svoga sina i ide na tombolu. U desetoj sezoni se otkrije da je visoka dužnosnica vlade i vođa tajnih agenata.
- Gradonačelnik je glavna osoba u Dimmsdaleu koja za ljubimca ima jarca Žvaka. Nizak je i proćelav, te je imenovan doživotnim gradonačelnikom jer su glasači u gradu bili glupi i lijeni da čitaju. Međutim, i on sam je glup pa iz te „neograničene vlasti” se nikad ništa loše ne izrodi.
- Juandissimo Magnifico je Remyjev vilinski kum i Wandin bivši dečko beznadno zaljubljen u nju. Govori sa španjolskim naglaskom i voli pokazivati svoje mišiće, te se gledati u ogledalo. Opsjednut je svojim izgledom.
- Zvonko Mikrofonko je lokalni TV voditelj koji uvijek kaže svoje ime prije vijesti.
- Clark i Connie Carmichael su Chloeini roditelji i junaci, ali i vrlo strogi i okrutni ljudi koji uvijek gnjave Chloe. U zadnjoj epizodi su joj čak zabranili da se druži s Timmyjem zbog klasnih razlika.
- Remy Mnogolović je bogati dječak koji živi u golemoj palači, ohol je i gleda s visoka na „obične” dječake poput Timmyja. Ipak, roditelji ga zanemaruju pa ima vilinskog kuma, ali samo jednog, a Timmy ima dva, zbog čega mu Remy zavidi. U jednom navratu Remy čak pokušava ubiti Timmyjeve vile.
- Cupid je vila ružičaste kose koja ima luk i strelice te čini ljude zaljubljenima.
- Mama Cosma je Cosmova majka koja mrzi Wandu i sve će učiniti da je se riješi.
- Vođa vilovnika je stari vilovnik koji želi vladati i učiniti sve što je moguće dosadnijim. U tome mu pomažu drugi vilovnici i posebice njegov tajnik, Sanderson.
- Norm je okrutni duh koji je zarobljen u svjetiljci i želi se izvući iz nje. Pojavljuje se nekoliko puta, ali uvijek je protiv Timmyja. Može ispunjavati protupravne želje (da se Trixie zaljubi u Timmyja, da se Timmy obogati...), ali uvijek s nekim posljedicama. Jednom prilikom je pokušao razdvojiti Timmyja od vila stvarajući klona koji je mučio Cosma i Wandu dok nisu pobjegli, no plan mu je propao te je Norm eksplodirao.
- Princeza Mandie je prelijepa i opasna princeza koja se trebala udati za Marka, ali je on pobjegao. Zbog toga ga Mandie uvijek traži. Kad su se oženili, bacila ga je u tamnicu i sama zavladala te pokušala uništiti Zemlju, ali ju je porazila jedina gora osoba od nje: Vicky.
- Dr. Rip Studwell je nesposobni vilinski liječnik opsjednut svojom ljepotom i ženama.
- Ravnateljica Voštičinka je uvijek opsjednuta time što će jesti za desert i ima jako jeziv ured s lubanjama i prašinom. Ne brine se za školu, a u mladosti je bila u vezi s Crockerom, dok nije saznala da on vjeruje u vile.
- Ed Leadly je tatin šef u tvornici olovaka. Ne može mu zapamtiti ime te ga stalno ponižava.
- Sanjay je dječak u školi koji pretjerano idealizira Timmyja.
- Elmer je dječak koji je toliko nepopularan da se čak ni Timmy ne želi družiti s njim.
- Binky Abdul je mlada vila, Jorgenov pomoćnik i njegova najčešća žrtva.
- Kevin Crocker je Crockerov nećak koji je dobio zadatak napraviti usisavač s Timmyjem i Chloe i uhvatiti njime vile. On je to učinio, ali je ipak uspio spasiti njihove vile i postati im dobar prijatelj.
- Jelena Vilić je vilinska TV voditeljica koja uvijek vodi vijesti.
- Gospođica Powers je učiteljica u Čarosnovnoj školi i favorizira Poofa.
- Dobri mede su likovi iz Chloeine omiljene TV serije za koje je ona zaželjela da ožive. Isprali su mozak Timmyju i Wandi te pokušali isto učiniti Chloe i Cosmu. Srećom, gospodin Crocker je bio u lovu na vile pa ga je Chloe uvjerila da su Dobri mede zapravo vile. Crocker ih je oteo, a kad je shvatio prevaru, bacio ih je na cestu gdje ih je pregazio auto. Tada su planirali osvetu. Kasnije se vrate kao Crockerovi sluge za predstavu i pokušaju pojesti Timmyja i Chloe, ali ih spriječi tata i vile sa štapićima.

## Spinoff
Nickelodeon & Paramount Global podnijeli su zahtjev za registraciju "The Fairly OddParents: A New Wish". Dana 23. veljače 2024. otkriveni su dodatni detalji o seriji, uključujući skori Netflixov debi, povratak Darana Norrisa i Susanne Blakeslee kao Cosma, odnosno Wande, te fokus na novog glavnog lika, Hazel Wells. Premijerno se počelo prikazivati 20. svibnja 2024.